# Chalodeta chelonis
Chalodeta chelonis is een vlindersoort uit de familie van de prachtvlinders (Riodinidae), onderfamilie Riodininae.
Chalodeta chelonis werd in 1866 beschreven door Hewitson.